# 蒙泰卡尔沃-韦尔西贾
蒙泰卡尔沃-韦尔西贾（義大利語：Montecalvo Versiggia），是意大利帕维亚省的一个市镇。总面积11.16平方公里，人口582人，人口密度52.2人/平方公里（2009年）。国家统计（ISTAT）代码为018096。